# Germano V de Constantinopla
Germano V de Constantinopla (em grego: Γερμανός Ε΄; 6 de dezembro de 1835 – 28 de julho de 1920), nascido Jorge Cavacopoulos (em grego: Γεώργιος Καβακόπουλος; romaniz.: Georgios Kavakopoulos), foi patriarca ecumênico de Constantinopla entre 1913 e 1918, um mandato que incluiu a Primeira Guerra Mundial que levou ao fim o Império Otomano.
Foi o último patriarca ecumênico a receber o reconhecimento oficial de um sultão otomano.

## História
Jorge nasceu em Fener, Istambul, e era de origem capadócia. Antes de se matricular na Escola Teológica de Halki, onde se formou em 1863, estudou em Jerusalém e Atenas. No ano de sua formatura, foi ordenado diácono, assumiu seu nome religioso de Germano e trabalhou como arquidiácono do patriarca Sofrônio III. Depois disto, foi eleito bispo de Kos (1867), Rodes (1876-1888), Heracleia Perinto (1888-1897) e Calcedônia (1897-1913). Finalmente, foi eleito patriarca em 28 de janeiro de 1913.
Durante seu patriarcado, Germano V trabalhou para reformar a Igreja Ortodoxa e foi um agressivo defensor dela contra as sucessivas tentativas de suprimir os privilégios da igreja. Contudo, por conta de sua personalidade autoritária e pela sua defesa morna dos fieis sendo perseguidos pelos Jovens Turcos, não era um patriarca popular. Por conta de incessantes protestos, acabou sendo forçado a renunciar em 12 de outubro de 1918. Apesar disto, Germano V foi um dos líderes da facção anti-joaquina que tentava evitar a volta do patriarca exilado Joaquim III, o Magnífico, seu antecessor.
Depois de sua deposição, Germano se retirou para Kadikoy, onde morreu e foi sepultado em 1920.